# Flavio Orlik
Flavio Orlik (* 21. února 1991) je bývalý švýcarský zápasník–judista.

## Sportovní kariéra
Narodil se do rodiny bývalého národního zápasníka Paula Orlika. Vyrůstal v obci Landquart a od dětství následoval v zápasení svého otce společně s bratry. S judem začínal v nedalekém Churu. Vrcholově se připravovala v národním tréninkovém centru v Bruggu pod vedením italského trenéra Giorgie Vismary. Jeho sportovní kariéru brzdila zranění zad. Na začátku roku 2011 prodělal ve 20 letech operaci vyhřezlé ploténky a nestihl tak olympijskou kvalifikaci na olympijské hry v Londýně v roce 2012. V roce 2014 patřil mezi nejlepší světové polotěžké váhy, ale na jaře 2015 si v tréninku obnovil zranění zad, které vzalo jeho sny o účasti na olympijských hrách. Sportovní kariéru ukončil předčasně v roce 2016. Žije v Curychu a věnuje se trenérské práci.

### Vítězství
- 2014 - 1x světový pohár (San Salvador)

## Výsledky
| Turnaj             | 2009         | 2010         | 2011         | 2012           | 2013           | 2014           |
| Turnaj             | 18           | 19           | 20           | 21             | 22             | 23             |
| Turnaj             | střední váha | střední váha | střední váha | polotěžká váha | polotěžká váha | polotěžká váha |
| ------------------ | ------------ | ------------ | ------------ | -------------- | -------------- | -------------- |
| Olympijské hry     |              |              |              | —              |                |                |
| Mistrovství světa  | —            | —            | —            |                | —              | úč.            |
| Mistrovství Evropy | —            | —            | —            | —              | —              | úč.            |
| ME do 23 let       | —            | —            | —            | úč.            | 7.             |                |
| MS juniorů         | úč.          | úč.          |              |                |                |                |
| ME juniorů         | —            | 7.           |              |                |                |                |